# Puente de Térénez
El puente de Térénez es un puente colgante de Francia que atraviesa el río Aulne entre Argol y Rosnoën en la carretera departamental 791 que conecta Crozon y Faou. Está situado en el departamento de Finisterre y se considera un elemento esencial para la apertura de la península de Crozon, si no se quiere dar un rodeo de 30 km para ir a través de Châteaulin a fin de reunirse en el Finisterre Norte.

## Historia
Antes de la construcción del puente, la travesía del Aulne se hacía por transbordadores para asegurar la continuidad de la carretera.

### Puente de 1925
El primer puente de Térénez fue construido entre 1913 y 1925. Se trataba de un puente colgante con una longitud de 350 m, de ellos 272 m en el tramo principal. El 13 de diciembre de 1925 fue abierto al tráfico y en esa época era el puente más grande en Europa. Este puente de Térénez fue destruido el 24 de agosto de 1944 por el ejército alemán, para retrasar el avance de las tropas aliadas (aunque hay testigos que dicen que fue destruido por los bombardeos estadounidenses, al mismo tiempo que estaban bombardeando la cercana ciudad de Telgruc).[cita requerida]

### Puente de 1951

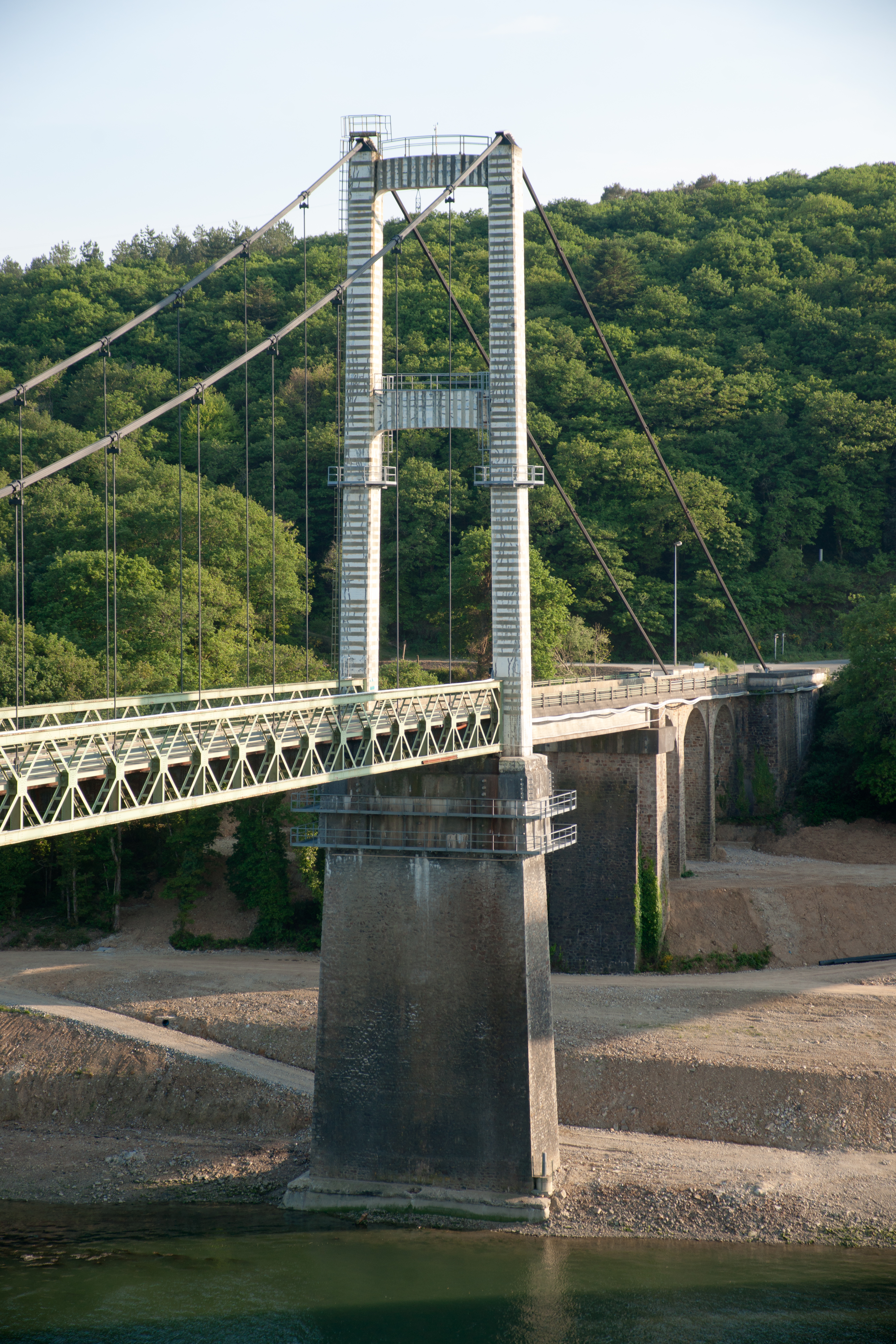
Puente de 1951, vista de la pilona sur

El nuevo puente, apoyado sobre las pilas originales, no se terminó hasta 1951. Se trataba también de un puente colgante, al igual que su predecesor, que tenía las mismas dimensiones: longitud 350 m, con 272 m del tramo principal. Este puente esta hoy padeciendo un «cáncer del hormigón» (reacción álcali) y se encuentra desde 1992 bajo estrecha supervisión. Debe de ser destruido después de la puesta en marcha del puente en 2011, probablemente en 2013 debido a la falta de presupuesto.

### Puente de 2011
En 1998, el proyecto retenido se orientó hacia una reconstrucción del puente de Térénez en la proximidad del puente existente. La opción principal era realizar unos accesos en curva que facilitasen el tráfico. En el puente de 1951, el acceso en ángulo por la margen derecha no permitía el paso de un semirremolque y otro vehículo, debiendo uno de ellos ceder el paso a otro.
Las obras comenzaron el 19 de abril de 2007. Las zapatas de anclaje de los obenques, las copas de los pilares fueron izadas, respectivamente, el 7 de julio de 2009 en la margen izquierda (lado de Argol en la península de Crozon) y el 13 de enero de 2010 en la margen derecha (lado de Rosnoën). La primera mitad de la estructura, a partir del pilar de la margen izquierda, se completó a finales de marzo de 2010 y toda la estructura, que conectó las dos partes, a finales de agosto de 2010. La inauguración tuvo lugar el fin de semana del 16 y 17 de abril de 2011: el sábado 16, la apertura y el paso simbólico del Tour ciclista de Finisterre sobre el nuevo puente; y el domingo 17, el cierre total de la carretera con actuaciones y acceso a los dos puentes solamente para peatones, ciclistas y coches de época. Esta magnífica obra de ingeniería se abrió al tráfico de forma permanente ese día alrededor de las 23 a. m.. Fue el primer puente atirantado en curva de Francia, incluyendo 515 m de luz y 285 m del tramo central·.
La obra fue diseñada por el arquitecto Charles Lavigne y el ingeniero Michel Virlogeux.

## Galería de fotos

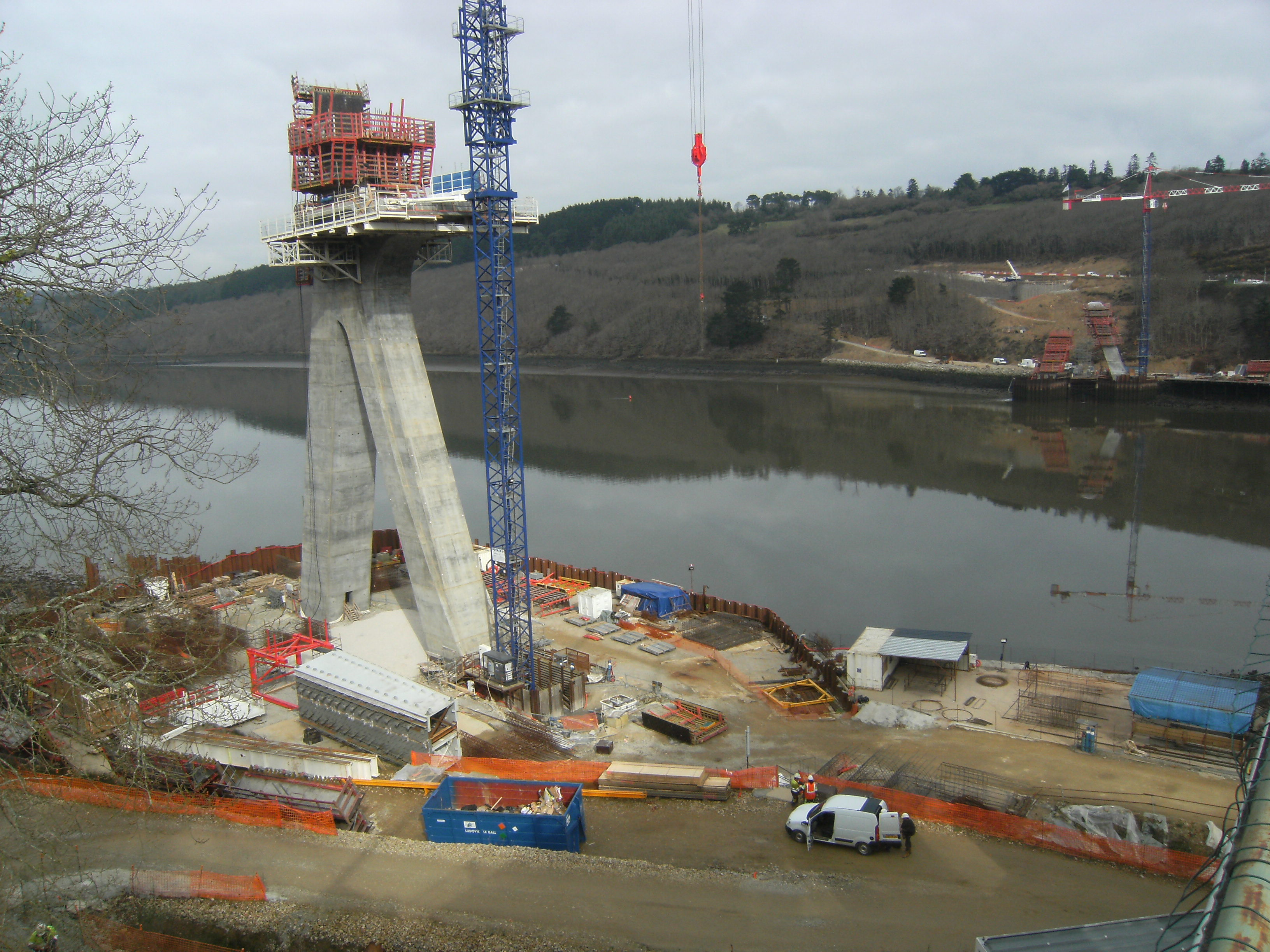
Las obras en febrero de 2009, visto desde la orilla izquierda (Argol).
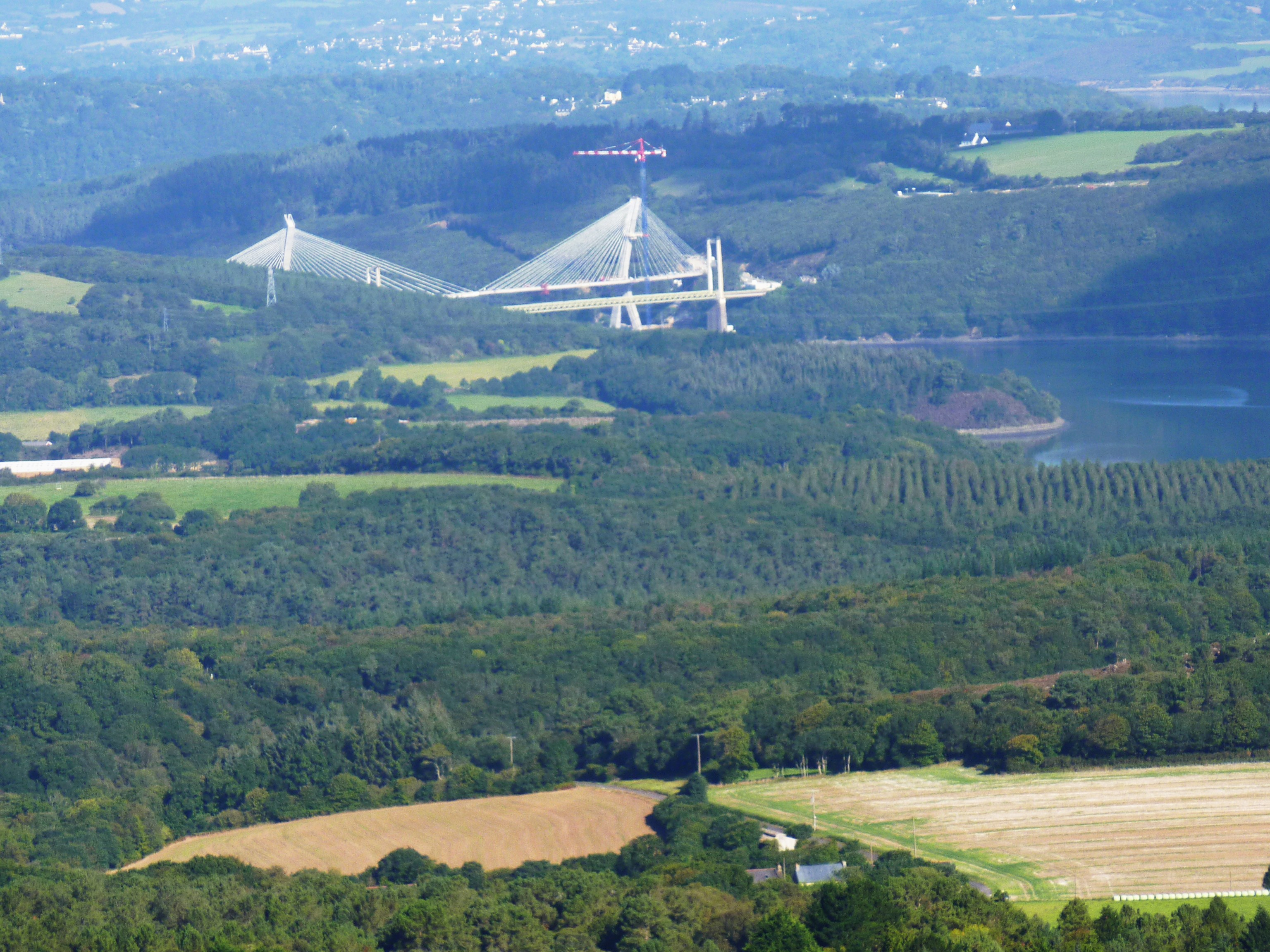
El nuevo puente de Térénez visto desde la cima de Ménez-Hom.